# Єгіндикольський район
Єгіндико́льський район (каз. Егіндікөл ауданы, рос. Егиндыкольский район) — адміністративна одиниця у складі Акмолинської області Казахстану. Адміністративний центр — село Єгіндиколь.

## Населення
Населення — 5468 осіб (2021; 6802 у 2009, 10050 в 1999, 15259 у 1989).
Національний склад (станом на 2016 рік):
- казахи — 2785 осіб (43,89 %)
- росіяни — 2021 особа (31,85 %)
- українці — 678 осіб (10,68 %)
- білоруси — 274 особи
- німці — 211 осіб
- татари — 94 особи
- молдовани — 61 особа
- башкири — 53 особи
- удмурти — 32 особи
- марійці — 18 осіб
- поляки — 17 осіб
- азербайджанці — 17 осіб
- вірмени — 14 осіб
- чеченці — 4 особи
- мордва — 3 особи
- інгуші — 2 особи
- корейці — 1 особа
- інші — 61 особа

## Історія
Район був утворений 1971 року як Краснознаменський, з 1997 року має сучасну назву.

## Склад
До складу району входять 1 сільська адміністрація та 9 сільських округів:
| Поселення                         | Площа, км | Населення, осіб (1989) | Населення, осіб (1999) | Населення, осіб (2009) | Населення, осіб (2021) | Центр        | Населені пункти |
| --------------------------------- | --------- | ---------------------- | ---------------------- | ---------------------- | ---------------------- | ------------ | --------------- |
| Бауманська сільська адміністрація | -         | 1383                   | 1074                   | 778                    | 529                    | Бауманське   | 1               |
| Абайський сільський округ         | -         | 1090                   | 506                    | 170                    | 105                    | Абай         | 1               |
| Алакольський сільський округ      | -         | 1046                   | 787                    | 620                    | 439                    | Полтавське   | 2               |
| Армавірський сільський округ      | -         | 1187                   | 728                    | 464                    | 382                    | Спиридоновка | 1               |
| Буревісницький сільський округ    | -         | 1273                   | 562                    | 227                    | 161                    | Буревісник   | 1               |
| Єгіндикольський сільський округ   | -         | 4123                   | 3522                   | 3285                   | 2820                   | Єгіндиколь   | 1               |
| Жалманкулацький сільський округ   | -         | 2668                   | 1256                   | 186                    | 164                    | Жалманкулак  | 2               |
| Коржинкольський сільський округ   | -         | 1154                   | 671                    | 432                    | 394                    | Коржинколь   | 1               |
| Узункольський сільський округ     | -         | 1335                   | 944                    | 640                    | 474                    | Узункольське | 2               |

## Найбільші населені пункти
Населені пункти з чисельністю населення понад 1000 осіб:
| № | Населений пункт | Населення, осіб (1989) | Населення, осіб (1999) | Населення, осіб (2009) | Населення, осіб (2021) |
| - | --------------- | ---------------------- | ---------------------- | ---------------------- | ---------------------- |
| 1 | Єгіндиколь      | 4 052                  | 3 522                  | 3 285                  | 2 820                  |